# Днепропетровский авиационный спортивный клуб

Днепропетровский авиацио́нный спорти́вный клуб (Днепропетровский аэроклуб, Днепропетровский АСК) — авиационный спортивный клуб в Днепре. Базировался на аэродроме Каменка. Клуб осуществлял подготовку лётчиков, планеристов, парашютистов.

## История
18 августа 1933 года, 18 августа 1933 г. о создании клуба сообщила газета «Зоря» (орган Днепропетровского областного комитета КП(б)У, облисполкома, облпрофсовета и Днепропетровского МПК), этот день считается датой создания клуба. Решение о создании Днепропетровского клуба было принято 9 августа 1933 г. областным комитетом содействия аэроклубу при Исполнительном комитете Днепропетровского Совета рабочих, крестьянских и красноармейских депутатов (Протокол № 1 от 09.08.1933 г.).
Первоначально аэроклуб располагался в здании на ул.Серова, затем по адресу ул.Дзержинского, 23 (угол улиц Дзержинского и Крутогорной (ныне Рогалева)).
Первое лётное поле аэроклуба находилось в районе перекрёстка нынешних Запорожского шоссе и ул. Космической.
В 1939 году клубу было присвоено имя Полины Денисовны Осипенко. Присвоение имени Полины Осипенко клубу не было событием по разнорядке, а отражало действительно произошедшие события. В день когда пришло радостное известие, что прославленный женский экипаж (В. С. Гризодубова, М. М. Раскова, П. Д. Осипенко) найден, спортсмены-парашютисты Днепропетровского аэроклуба выполнили прыжок к дому матери Полины Осипенко в Бердянске, что бы сообщить ей эту радостную новость.
В 1941 году аэроклуб был преобразован в военную школу первоначального обучения лётчиков, готовил пилотов с отрывом от производства в два потока и направлял в военные авиационные училища.
В годы Великой Отечественной войны воспитанники и сотрудники Днепропетровского АСК служили на фронте.
Шестнадцать человек получили звание Героя Советского Союза, двое удостоены этого звания дважды.
Послевоенная работа клуба началась в 1947 году.
После войны Днепропетровский аэроклуб - располагался в том же здании, что и до войны, на улице Дзержинского, но площадь классов уменьшилась, так как фашисты оставляя город зажгли это здание. Руководил в то время клубом подполковник Алексей Тимофеевич Лоскутов, боевой лётчик, провоевавший почти всю войну на Пе-2.
На базе клуба неоднократно проводились сборы сборных команд по планерному спорту СССР и Украины, соревнования по авиационным видам спорта, испытывалась новая планерная техника.
В настоящее время, когда материальное бремя тренировочного процесса и участия в соревнованиях легло на плечи самих авиационных спортсменов, многие опытные спортсмены вынуждены были прекратить занятия спортом, оставшиеся демонстрируют скромные результаты, т.к. не в состоянии обеспечить себе необходимого объёма тренировок и принимают участие в соревнованиях рангом не выше чемпионатов Украины.

## Герои Советского Союза Днепропетровского АСК
Герои Советского Союза:
- Александр Дмитриевич Анискин
- Олег Степанович Беликов
- Василий Антонович Бурмака
- Александр Иович Волошин
- Павел Яковлевич Гусенко
- Мария Ивановна Долина
- Василий Сергеевич Конобаев
- Анатолий Григорьевич Лукьянов
- Николай Калистратович Лысенко
- Михаил Семёнович Мазан
- Иван Фомич Мотуз
- Василий Яковлевич Рябошапка
- Иван Леонтьевич Сенагин
- Андрей Васильевич Чирков
- Пётр Иванович Шавурин
- Лев Львович Шестаков

Дважды Герои Советского Союза:
- Анатолий Яковлевич Брандыс
- Георгий Михайлович Паршин

## Достижения
За время работы Днепропетровского АСК подготовлено множество пилотов, планеристов, парашютистов, авиамоделистов. Спортсмены клуба одержали значительное количество побед, завоевали множество медалей на чемпионатах СССР, Украины, Европы и мира, являются авторами мировых и национальных рекордов.
Наиболее известными спортсменами в истории клуба являются:
- Иван Антонович Федчишин - заслуженный мастер спорта СССР, мировой рекордсмен, первый абсолютный чемпион мира по парашютному спорту, призёр международных соревнований.
- Пётр Петрович Косинов- заслуженный мастер спорта СССР, мировой рекордсмен, чемпион мира по парашютному спорту, призёр международных соревнований.
- Владилен Николаевич Тихоненко - воспитанник И.А.Федчишина, почетный мастер спорта СССР, чемпион СССР, абсолютный чемпион Украины, рекордсмен мира, призёр международных соревнований, судья международной категории.
- Лидия Ивановна Олиферова - воспитанница И.А.Федчишина, мастер спорта СССР, чемпионка СССР, абсолютная чемпионка Украины, рекордсмен мира, призёр международных соревнований.
- Михаил Михайлович Веретенников - заслуженный мастер спорта СССР, мировой рекордсмен, чемпион мира по планерному спорту, призёр международных соревнований.
- Леонид Яковлевич Пилипчук - мастер спорта международного класса, рекордсмен.
- Юрий Васильевич Амочкин - мастер спорта, чемпион СССР.

## Достижения "новейшей истории" клуба
- Людмила Владимировна Земская - мастер спорта международного класса установила на чемпионате Украины по классическому парашютизму (Кировоград, 2007 год) два мировых рекорда и два рекорда Европы (Информация о рекордах на сайте ФАИ)